# Sergi Fernández i Vila
Sergi Fernández i Vila (Calvià, 25 de febrer de 1985) és un jugador d'hoquei sobre patins mallorquí, que actualment juga de porter al FC Barcelona.
Ha estat internacional per la selecció catalana i espanyola.

## Palmarès

### CP Vic
- 2 Supercopes espanyoles (2008/09, 2009/10)
- 2 Copes del Rei / Copes espanyoles (2009, 2010)

### FC Barcelona
- 2 Copa Continental (2008/09, 2017/18)
- 6 Supercopes espanyoles (2010/11, 2012/13, 2013/14, 2014-15, 2015-16, 2017-18)
- 6 Copa del Rei / Copa espanyola (2011, 2012, 2016, 2017, 2018, 2019)
- 6 OK Lligues / Lligues espanyoles (2011/12, 2013/14, 2014/15, 2015/16, 2016/17 i 2017/18)
- 1 Copa Intercontinental (2018)

### Selecció catalana
- 1 Golden Cup (2010)
- 1 Copa Amèrica (2010)

### Selecció espanyola
- 2 Campionats del Món "A" (2007, 2009)
- 3 Campionats d'Europa (2006, 2008, 2010)
- 1 Copa de les Nacions (2007)